# Andrej Zdravič
Andrej Zdravič, slovenski filmski umetnik, * 1952, Ljubljana.

## Priznanja in odlikovanja
Leta 1999 je prejel nagrado Prešernovega sklada »za video V steklu reke«, 2019 pa Badjurovo nagrado za življenjsko delo.